# Марек Кухчински
Ма̀рек Тадѐуш Кухчѝнски (на полски: Marek Tadeusz Kuchciński) е полски политик и журналист.
Член на профсъюза Солидарност от 1981 година. Заради опозиционна дейност по време на комунистическото управление в страната е репресиран. От 2001 година е член на партия „Право и справедливост“. В периода 2010 – 2015 година е вицемаршал на Сейма. Маршал на Сейма в периода 12 ноември 2015 – 9 август 2019 година.